# Gummigeschoss

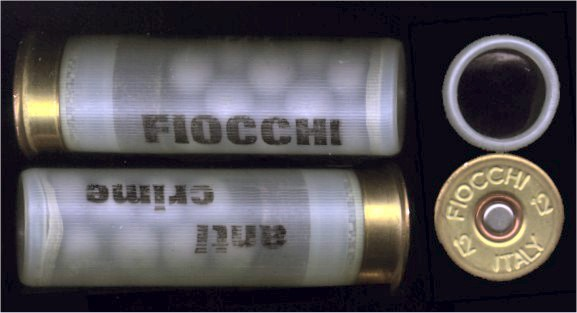
Flintenpatronen Fiocchi anti crime, mit Kaliber 12 (18,5 mm). Gummigeschoss-Ladung: 15 Kugeln mit 8,3 mm Durchmesser, 0,58 g Masse, also 1,93 g/cm³ gemittelte Dichte und 240,6 m/s Mündungsgeschwindigkeit.

Als Gummigeschoss (teilweise auch als Gummischrot bezeichnet) wird im Allgemeinen eine spezielle Art von Munition bezeichnet. Diese ist aus Gummi oder anderen Kunststoffen hergestellt. Sie dient vornehmlich zur sogenannten Gefahrenabwehr und wird bei Demonstrationen und Straßenschlachten als nichttödliche, bzw. weniger tödliche Waffe eingesetzt. Gummigeschosse werden in der Regel mit Hilfe eines Gewehrs oder einer Pistole abgefeuert. Es existiert eine Vielzahl außerordentlich verschiedener Gummigeschosse, deren Masse von ca. 0,2 Gramm bis über 100 g betragen kann und die mit Energien von einigen wenigen Joule bis über 100 J auftreffen können. Es wird immer wieder von schweren Verletzungen, z. B. dem (einseitigen) Verlust des Augenlichts, berichtet.

## Wirkung
Gummigeschosse werden nicht eingesetzt, um Menschen zu töten, sondern um sie abzuschrecken und durch Verletzungen bedingte Kampfunfähigkeit herbeizuführen. Prinzipiell kann aber ein abgefeuertes Geschoss einen Menschen töten, wenn es mit entsprechender Wucht auftrifft. So kann beispielsweise ein Schuss auf den Hals einer Person die Luftröhre quetschen oder unter Umständen sogar die Wirbelsäule brechen und so zum Tode führen. Dies kann allerdings nur bei schweren, energiereichen Gummigeschossen eintreten. Im Nordirlandkonflikt kamen nachweislich 17 Menschen durch den Einsatz von Gummigeschossen ums Leben, deren Masse 135 g betrug und die über 200 J Energie besaßen. Gummigeschosse, deren Energie 10 J oder weniger beträgt, sind nicht lebensbedrohend, jedoch ist der Verlust des Auges möglich. Vornehmlich soll deswegen auf die Beine oder den Rumpf der Angreifer gezielt werden, um eine Gefährdung so gering wie möglich zu halten. Das Problem hierbei ist, dass das Zielvermögen eines Polizisten während einer Straßenschlacht oder Demonstration eingeschränkt sein kann. Doch bereits bei einer Einsatzdistanz von 20 Metern liegt die Streuung bei 2 Metern. Um ernsthafte Verletzungen zu vermeiden, sollten Gummigeschosse ohnehin nur aus einer Entfernung von mindestens 25 Metern eingesetzt werden. Umgekehrt beträgt die effektive Reichweite in der Regel maximal 50 Meter. Obwohl die tatsächlich nutzbare Einsatzdistanz eine verhältnismäßig geringe Bandbreite abdeckt und auch die geringe Treffgenauigkeit wenig geeignet erscheint, den Adressaten von Gefahrenabwehrmaßnahmen nach deutschem Polizeirecht hinreichend zu bestimmen, ist die Verwendung von Gummimunition im Vergleich zu normaler Munition immer noch ein deutlich gelinderes Mittel.

## Geschichte und Einsatz

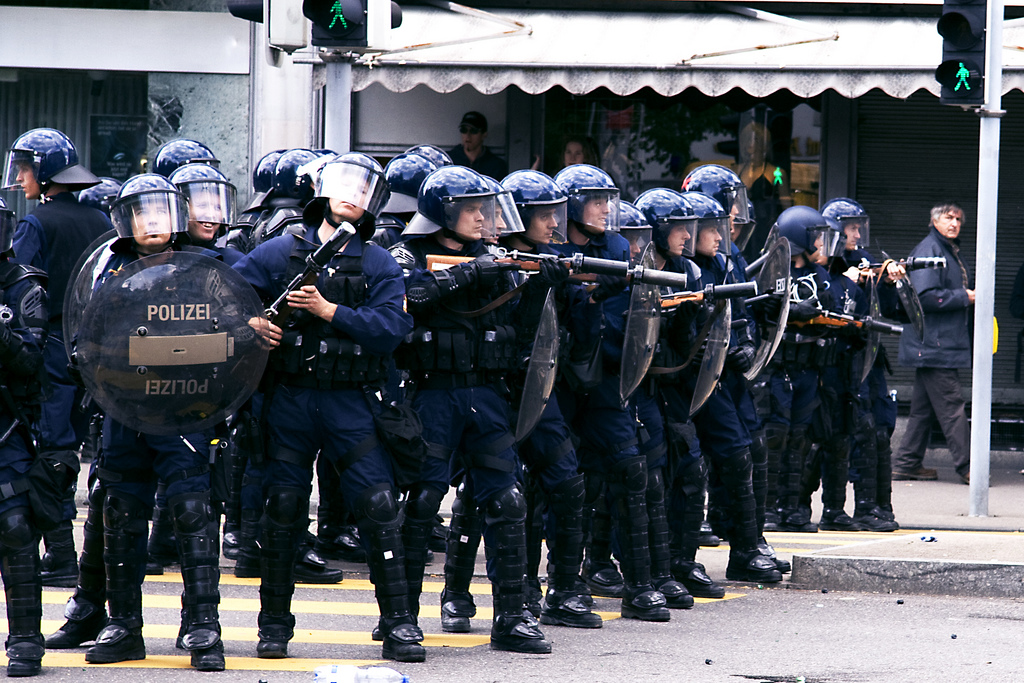
Zürcher Polizeibeamte mit MZW (Mehrzweckwerfer). Mit diesem Gerät lassen sich Gummischrotpakete wie auch Tränengaskanister verschießen.

Zum Einsatz kommen Gummigeschosse zumeist bei Einsätzen der Polizei oder auch des Militärs, bei denen – häufig in Verbindung mit Wasserwerfern und Tränengas – Demonstranten und gewaltbereite Personen auf Distanz zu den Polizeibeamten oder einem zu schützenden Objekt gehalten werden sollen. Eingesetzt wurden die Gummi- und Kunststoffgeschosse insbesondere im Nordirlandkonflikt seit 1968.
In den meisten europäischen Staaten ist der Polizei der Einsatz von Gummigeschossen untersagt, als Ersatz werden zumeist Wasserwerfer eingesetzt. Heute verwendet das Vereinigte Königreich keine Gummigeschosse mehr. Jedoch setzten belgische NATO-Soldaten Gummigeschosse gegen afghanische Demonstranten ein. Die Polizeikorps in der Schweiz setzen Gummischrotwerfer auf der Basis des W 73/MZW 91 ein, die ein Paket von 35 sechseckigen, 10 Gramm schweren Hartgummiprojektilen verschießen. Auch in Deutschland werden Gummigeschosse von der Polizei vereinzelt eingesetzt, so zum Beispiel während der Ausschreitungen während des G20-Gipfels in Hamburg 2017.
Die Guardia Civil in Spanien setzt Schießbecher als Aufsatz auf Repetierschrotflinten (sog. „Pump-Gun“) ein. Aus diesen Waffen werden mit Hilfe einer Starterpatrone verschiedene Projektile aus dem Becher geschossen. Wie in der Schweiz sind diese Waffen in der Lage, sowohl Gummigeschosse, Gummischrotpakete oder Tränengasgeschosse zu verschießen. Nachweislich kamen Gummigeschosse bei den Auseinandersetzungen um die Unabhängigkeit Kataloniens von spanischen Polizeieinheiten zum Einsatz und führten zu zahlreichen Verletzungen. Durch die verheerenden Folgen des Einsatzes von Gummigeschossen durch diverse französische Polizeien während der Gelbwesten-Proteste (ab 17. November 2018) geriet der Einsatz dieser Waffen wieder in die Diskussion.

## Rechtliche Aspekte
Der ehemalige Bundesverfassungsgerichtspräsident Roman Herzog befürwortete in seinen Memoiren den Einsatz von Gummigeschossen damit, dass durch diese als milderes Mittel in manchen Situationen auf den Einsatz von Schusswaffen verzichtet werden könne, was dem Grundsatz der Verhältnismäßigkeit Rechnung trage. In der Bandbreite der polizeilichen Einsatzmittel bestehe in Deutschland daher zwischen nichttödlichen Mitteln wie Wasserwerfern und potenziell tödlichen Mitteln wie dem Schusswaffengebrauch eine verfassungswidrige Lücke. Der Einsatz von Gummigeschossen dürfe aber nur dann erfolgen, wenn an sich eigentlich Schusswaffengebrauch zulässig sei.

## Kritik
Die deutsche Gewerkschaft der Polizei (GdP) lehnte den Einsatz von Gummigeschossen ab. Deren ehemaliger Vorsitzender Konrad Freiberg sagte, Distanzwaffen mit Gummigeschossen seien kein geeignetes Einsatzmittel, die Gefahr für Unbeteiligte sei zu groß. Frank Richter, Vorsitzender der GdP Nordrhein-Westfalen, erklärte 2012 in diesem Zusammenhang: „Wer Gummigeschosse einsetzen will, nimmt bewusst in Kauf, dass es zu Toten und Schwerverletzten kommt. Das ist in einer Demokratie nicht hinnehmbar.“ Im Gegensatz dazu forderte die Deutsche Polizeigewerkschaft die Einführung von Gummigeschossen. Rainer Wendt, der Bundesvorsitzende, äußerte sich dahingehend, dass die geeigneten Distanzmittel zwischen 30 und 40 Metern fehlen.
Im September 2013 stand der Einsatz von Gummigeschossen schweizweit erneut in der Kritik, als eine Neunzehnjährige während Ausschreitungen zwischen Polizei und Demonstranten in Winterthur nach eigener Aussage am Auge getroffen wurde und über 80 % der Sehkraft verlor, während sie sich hinter Autos in Sicherheit bringen wollte. Die Jungen Grünen forderten als Folge ein Verbot von Gummigeschossen.